# Oscar Bobb
Oscar Bobb (Oslo, 12 juli 2003) is een Noorse voetballer die bij voorkeur als vleugelspeler speelt. Hij speelt bij Manchester City en het Noors voetbalelftal.

## Clubcarrière
Bobb speelde in de jeugd bij  Lyn, Vålerenga IF en Manchester City. Op 2 september 2023 maakte Bobb zijn debuut in de Premier League tegen Fulham als invaller in de 88e minuut voor Phil Foden , waar hij betrokken was bij de opbouw die leidde tot het vijfde doelpunt gescoord door landgenoot Erling Haaland . Op 19 september maakte hij zijn debuut in de Champions League tegen Rode Ster Belgrado , waar hij Phil Foden in de 83e minuut verving in een 3-1 overwinning.  Op 13 december, eveneens tegen Rode Ster Belgrado, scoorde Bobb zijn eerste doelpunt in de Champions League in een 3-2 overwinning. Op 13 januari 2024 scoorde hij zijn eerste doelpunt in de Premier League in de 91e minuut, waarmee hij een 3-2 comeback uitoverwinning op Newcastle United veilig stelde , na een voorzet van Kevin De Bruyne . Een maand later, op 26 februari, tekende hij een nieuw contract bij de club tot 2029. Bobb speelde in het seizoen 2024/25 weinig vanwege blessures.

## Interlandcarrière
Bobb debuteerde in oktober 2023 in het Noors voetbalelftal. Op 16 november 2023 volgde zijn eerste interlandtreffer tegen de Faeröer.